# 蘇沈良方
《蘇沈良方》又名《蘇沈內翰良方》、《內翰良方》，凡十五卷，是宋人在沈括《良方》基础上，增加蘇軾《醫藥雜說》，合编而成。

## 历史
最早沈括有作品《良方》十卷，又名《得效方》、《沈氏良方》、《沈存中良方》。宋人在沈括《良方》基礎上，增益蘇軾的《醫藥雜說》而成，合編而成《蘇沈良方》。
此書內容繁雜，有內科、外科、眼科、婦科、小兒科等各科簡易療法，並針對細辛、枳實等各種“一物多名”、“一名多物”草本植物進行考據，又指出《神農本草經》的錯誤之處，還記載有日常生活飲食起居的調理宜忌，內有「辰砂散」藥方可治精神病。有多種版本行世。